# Doustny płyn nawadniający
Doustny płyn nawadniający, płyn glukozowo-elektrolitowy hipoosmolarny (ang. oral rehydration salts, ORS) – opracowana przez Światową Organizację Zdrowia (WHO) gotowa mieszanina elektrolitów i glukozy przeznaczona do nawadniania dzieci i dorosłych w ostrej biegunce. Stworzona po raz pierwszy w 1969 roku, później była modyfikowana w celu poprawy skuteczności i stabilności. Mieszanina oferowana jest w formie saszetek pozwalających na uzyskanie 1 litra płynu o różnych smakach. Jej dawkowanie zależne jest od masy ciała pacjenta. W przypadku utrzymywania się objawów odwodnienia cykl przyjmowania płynu jest powtarzany, ale w przypadkach ciężkich odwodnień w takiej sytuacji podawane jest nawodnienie drogą dożylną.

## Historia
U podstaw opracowania doustnego płynu nawadniającego stały się prace badawcze stwierdzające, że prawidłowe wchłanianie glukozy i jonów sodu w jelicie cienkim jest warunkowane ich współwystępowaniem w błonie komórkowej. Pierwszy skład płynu nawadniającego został opracowany przez Światową Organizację Zdrowia w 1969 roku. W 1984 roku w pierwotnym składzie zmieniono wodorowęglan sodu na dwuwodny cytrynian trójsodowy w celu poprawy stabilności roztworu w gorącym i wilgotnym klimacie. W 2006 roku, na podstawie przeprowadzonych badań, opracowano nowy skład doustnego płynu nawadniającego o zmniejszonej osmolarności i o lepszej skuteczności.

## Skład
| glukoza                       | 75 mEq     |
| sód                           | 75 mmol/l  |
| chlorek                       | 65 mmol/l  |
| potas                         | 20 mmol/l  |
| cytrynian                     | 10 mmol/l  |
| osmolarność                   | 245 mOsm/l |
| glukoza                       | 13,5 g/l   |
| chlorek sodu                  | 2,6 g/l    |
| chlorek potasu                | 1,5 g/l    |
| cytrynian trójsodowy dwuwodny | 2,9 g/l    |

Cytrynian trójsodowy dwuwodny może zostać zastąpiony przez wodorowęglan sodu (2,5 g/l), jednakże w warunkach strefy międzyzwrotnikowej roztwór taki jest niestabilny i jest zalecany jedynie w sytuacji, kiedy jest przygotowywany do natychmiastowego użycia.
| składnik             | skład hipoosmolarny obecnie zalecany | skład klasyczny |
| -------------------- | ------------------------------------ | --------------- |
| glukoza [mmol/l]     | 75                                   | 111             |
| sód [mmol/l]         | 75                                   | 90              |
| chlorek [mmol/l]     | 65                                   | 60              |
| potas [mmol/l]       | 20                                   | 20              |
| cytrynian [mmol/l]   | 10                                   | 30              |
| osmolarność [mOsm/L] | 245                                  | 330             |

Stosowanie doustnego płynu nawadniającego o zmniejszonej osmolarności 245 mOsm/L (WHO 2006) w porównaniu z płynem o osmolarności 330 mOsm/L (WHO 1984) powoduje zmniejszenie potrzeby stosowania nawodnienia drogą dożylną o 33%, liczby i objętości stolców o 20%, a także wymiotów o 30%.

## Mechanizm działania
ORS jest jednym ze środków stosowanym w doustnym nawadnianiu (oral rehydration therapy), które okazało się być jednym z najprostszych i zarazem najbardziej znaczących osiągnięć w leczeniu biegunki, zwłaszcza w krajach rozwijających się. Mechanizm działania opiera się na wykorzystaniu działalności kotransportera glukozowo-sodowego (SGLT-1) w nabłonku jelita cienkiego, który pobiera jony sodu i cząsteczki glukozy ze światła jelita. Powstający potencjał osmotyczny umożliwia bierny transport wody. Aktywność SGLT-1 nie jest zaburzona podczas infekcji przez m.in. przecinkowce cholery, czy bakterie wywołujące salmonellozę.

## Wskazania
Podawanie doustnego płynu nawadniającego o zmniejszonej osmolarności jest obowiązującym standardem w leczeniu ostrej biegunki infekcyjnej u dzieci. Wytyczne WHO, ESPGHAN (European Society for Paediatric Gastroenterology, Hepatology and Nutrition) oraz ESPID (European Society for Paediatric Infectious Diseases) zalecają takie postępowanie również w przypadku biegunki bez objawów odwodnienia.
Doustny płyn nawadniający znajduje się na wzorcowej liście podstawowych leków Światowej Organizacji Zdrowia (WHO Model Lists of Essential Medicines) (2015). Koszt 1 saszetki pozwalającej uzyskać 1 litr płynu nawadniającego w krajach rozwijających się wynosił od 0,03$ do 0,20$ (2014). W Polsce doustny płyn nawadniający jest dostępny w kilku komercyjnie dostępnych preparatach o różnym smaku. Wstępne badania sugerują, że najchętniej przyjmowanym przez dzieci płynem nawadniającym jest płyn o smaku bananowym, natomiast preferencje smakowe rodziców nie korelują w żaden sposób z preferencjami smakowymi dzieci.

## Dawkowanie
Nawadnianie doustne jest tak samo skuteczne jak nawadnianie dożylne niezależnie od stopnia odwodnienia. W krajach rozwijających się zalecane jest stosowanie dodatkowo suplementacji cynku. Skuteczne jest również podawanie probiotyków o udowodnionej skuteczności takich jak Lactobacillus rhamnosus oraz Saccharomyces boulardii. W Polsce podawanie doustnego płynu nawadniającego polecane jest tylko w zapobieganiu odwodnienia oraz odwodnieniu małego i umiarkowanego stopnia.
| grupa wiekowa | waga [kg] | dawkowanie [ml] |
| <4 miesięcy | <5        | 200–400         |
| 4–11 miesięcy | 5–7,9     | 400–600         |
| 12–23 miesięcy | 8–10,9    | 600–800         |
| 2-4 lata | 11–15,9   | 800–1200        |
| 5–14 lata | 16–29,9   | 1200–2200       |
| >15 | >30       | 2200–4000       |
| Wiek pacjenta, jako podstawa dokonania obliczeń, powinien być stosowany tylko w przypadku braku możliwości zważenia pacjenta. Należną objętość doustnego płynu nawadniającego można oszacować mnożąc wagę pacjenta przez 75. We wczesnej fazie nawadniania, kiedy jeszcze pacjent jest odwodniony, dorosły może przyjmować do 750 ml na godzinę, a dzieci do 20 ml na kg masy ciała na godzinę. |           |                 |

Po zakończeniu 4 godzinnego cyklu nawadniania należy ponownie dokonać oceny nawodnienia. W przypadku uzyskania odpowiedniego nawodnienia należy rozpocząć fazę leczenia podtrzymującego, której zadaniem jest pokrycie dobowego zapotrzebowania na płyny. Podstawowe dobowe zapotrzebowanie na płyny u dzieci na podstawie metody Hollidaya i Segara wynosi:
| waga [kg] | zapotrzebowanie                             |
| 1-10      | 100 ml/kg                                   |
| 11-20     | 1000 ml + 50 ml/kg masy ciała powyżej 10 kg |
| ponad 20  | 1500 ml + 20 ml/kg masy ciała powyżej 20 kg |

W przypadku utrzymywania się objawów odwodnienia należy powtórzyć czterogodzinny cykl ponownie, a w przypadku pojawienia się objawów ciężkiego odwodnienia należy rozpocząć podawanie nawodnienia drogą dożylną (w praktyce klinicznej dotyczy to wyłącznie dzieci słabo przyjmujących płyn nawadniający i dodatkowo oddających częste, wodniste stolce o dużej objętości podczas czterogodzinnej fazy nawadniania).
W okresie ostrej biegunki u dzieci zaleca się przerwę w karmieniu nie dłuższą niż 4–6 godziny, w zasadzie wyłącznie podczas czterogodzinnego intensywnego nawadniania, natomiast u dorosłych krótkotrwałą, zwykle jednodniową, głodówkę.

## Podawanie
Doustny płyn nawadniający powinien być podawany dzieciom przez odpowiednio poinstruowanego członka rodziny, przy użyciu czystej łyżki lub kubka (u małych dzieci można zastosować zakraplacz lub strzykawkę bez igły celem podania płynu w małych porcjach bezpośrednio do ust, bezwzględnie nie należy stosować butelki do karmienia). Dzieciom poniżej 2 lat należy podawać jedną łyżeczkę co 1–2 minuty, starsze dzieci i dorośli powinni popijać często małymi łykami z kubka.
Podczas pierwszych dwóch godzin nawadniania mogą wystąpić wymioty, szczególnie w przypadku zbyt szybkiego przyjmowania płynu, jednakże zwykle nie jest to problemem klinicznym, ponieważ większość przyjętego płynu zostaje wchłonięta w przewodzie pokarmowym. W przypadku wystąpienia wymiotów u dziecka, nawadnianie należy przerwać na 5–10 minut, a następnie rozpocząć podawanie płynu w wolniejszym tempie np. 1 łyżeczka co 2–3 minuty.